# Бронзитал

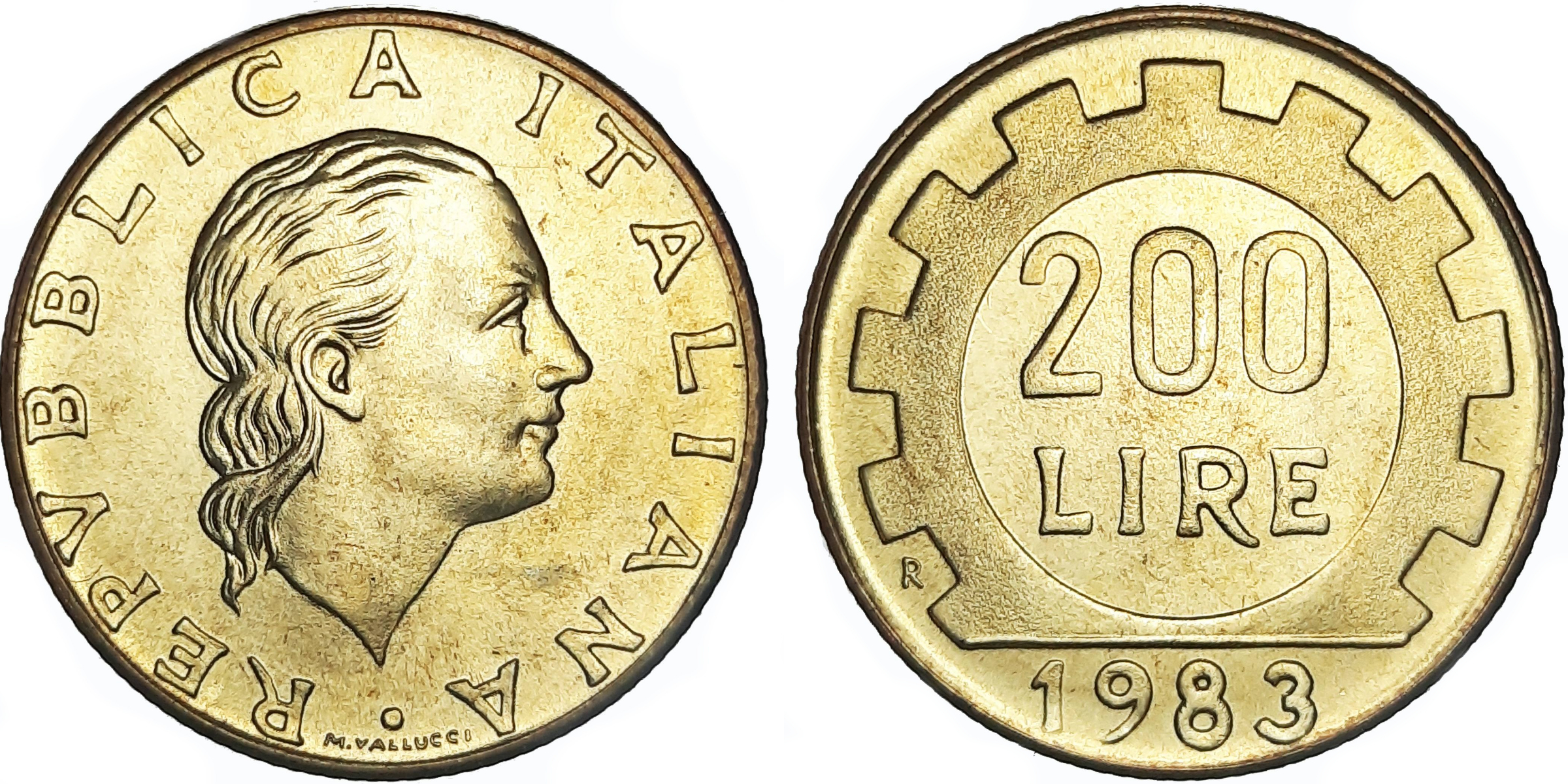
200 lire 1983

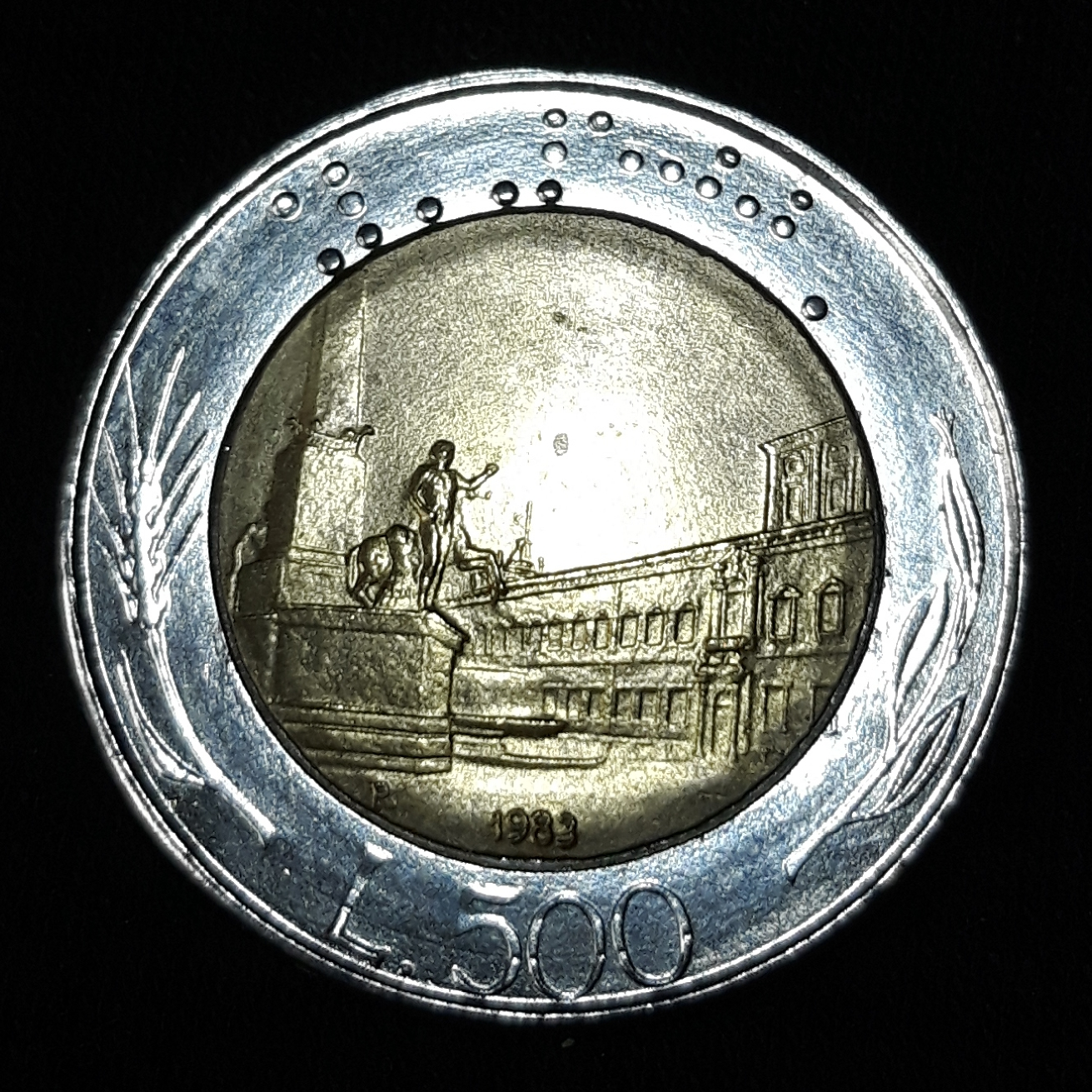
Акмонитал и бронзитал (внутренняя часть). 500 lire 1983

Бронзитал (итал. bronzital — дословно «итальянская бронза») — сплав, вариант алюминиевой бронзы, состоящий из меди и алюминия, первоначально использовавшийся для производства монет Римского монетного двора. С 1968 года в сплав добавляют никель, чтобы сделать его более ярким и менее склонным к окислению. В Италии он использовался для монет номиналом 5 и 10 чентезимо в период правления Муссолини и для 20 и 200 лир Республики, а также для биметаллических монет номиналом 500 лир (внутренняя часть) и 1000 лир (внешняя часть). Другие страны позже использовали тот же сплав (например, Франция для монет номиналом 10 франков в период с 1974 по 1988 год, Финляндия и Австралия), хотя и с более высоким процентом меди. Поэтому процентное содержание различных металлических компонентов бронзитала варьируется.
Бронзитал использовался для австралийских и новозеландских 1- и 2-долларовых монет, мексиканских 20- и 50-центаво до 2009 года, внутренних ядер биметаллических мексиканских 1-, 2- и 5-песо монет, филиппинской 10-песо до 2017 года, канадской 2-долларовой монеты (также известной как «toonie») и внешних колец мексиканских 10-, 20-, 50- и монеты достоинством 100 песо.
В Италии последним использованным сплавом был следующий:
| Металл        | Процент |
| ------------- | ------- |
| Медь (Cu)     | 92 %    |
| Алюминий (Al) | 6 %     |
| Никель (Ni)   | 2 %     |